# Bernhard Frank
Bernhard Frank (Frankfurt am Main, 15 juli 1913 - 29 juni 2011) was een Duits SS-Obersturmbannführer. Hij was de SS-commandant van het nazicomplex op de Obersalzberg en werd vooral bekend vanwege het feit dat hij op 25 april 1945 op Hitlers bevel Rijksmaarschalk Hermann Göring arresteerde.

## Carrière
Frank was een vroeg SS-lid, en werkte zich al snel op tot een gezaghebbende officier. In de oorlog kreeg hij het commando over de SS-eenheid die gevestigd was op de Obersalzberg in Berchtesgaden. Aan het einde van de oorlog, toen de Geallieerden voor de deur van de Obersalzberg, het villapark van de nazileiders, stonden, was het Bernhard Frank die de overgave tekende. Althans dat is wat Frank na de oorlog beweerde. Hij zou dit hebben gedaan om schade aan de Berghof en andere belangrijke gebouwen te voorkomen.

### Arrestatie Göring
Adolf Hitler liet zich door Martin Bormann overhalen om Hermann Göring te arresteren. Göring, de tweede man van nazi-Duitsland, zou volgens Bormann uit zijn op de absolute macht en moest ten koste van alles worden gestopt. Hitler liet op 25 april 1945 een arrestatiebevel uitvaardigen om Göring te arresteren. Bernhard Frank arresteerde de Rijksmaarschalk op 25 april 1945 en meldde de leiders in Berlijn dat hij Göring in hechtenis had genomen. Toen hij van Bormann het bevel kreeg om Göring te executeren, weigerden de SS'ers. Frank liet Göring enige tijd later naar een kasteel in Mauterndorf vertrekken. De vrijlating van Göring had voor Frank geen gevolgen. Hij overleed uiteindelijk op de leeftijd van bijna 98 jaar.

## Militaire loopbaan
- SS-Obersturmbannführer der Reserve: 1944[2]
- SS-Sturmbannführer der Reserve: 30 januari 1943[2][3]
- SS-Hauptsturmführer:[2]
- SS-Obersturmführer:[2]
- SS-Untersturmführer: 9 november 1937[2][4]

## Lidmaatschapsnummers
- NSDAP-nr.: 4 442 198[3]
- SS-nr.: 105 013[4]

## Decoraties
- IJzeren Kruis 1939, 2e Klasse[2][3]
- Storminsigne van de Infanterie[2]
- Kruis voor Oorlogsverdienste, 1e Klasse en 2e Klasse met Zwaarden[2]
- Ehrendegen des Reichsführers-SS[2][3]
- Sportinsigne van de SA in brons[2]
- Rijksinsigne voor Sport in brons[2][4]
- SS-Ehrenring[3]